# 古典傳統

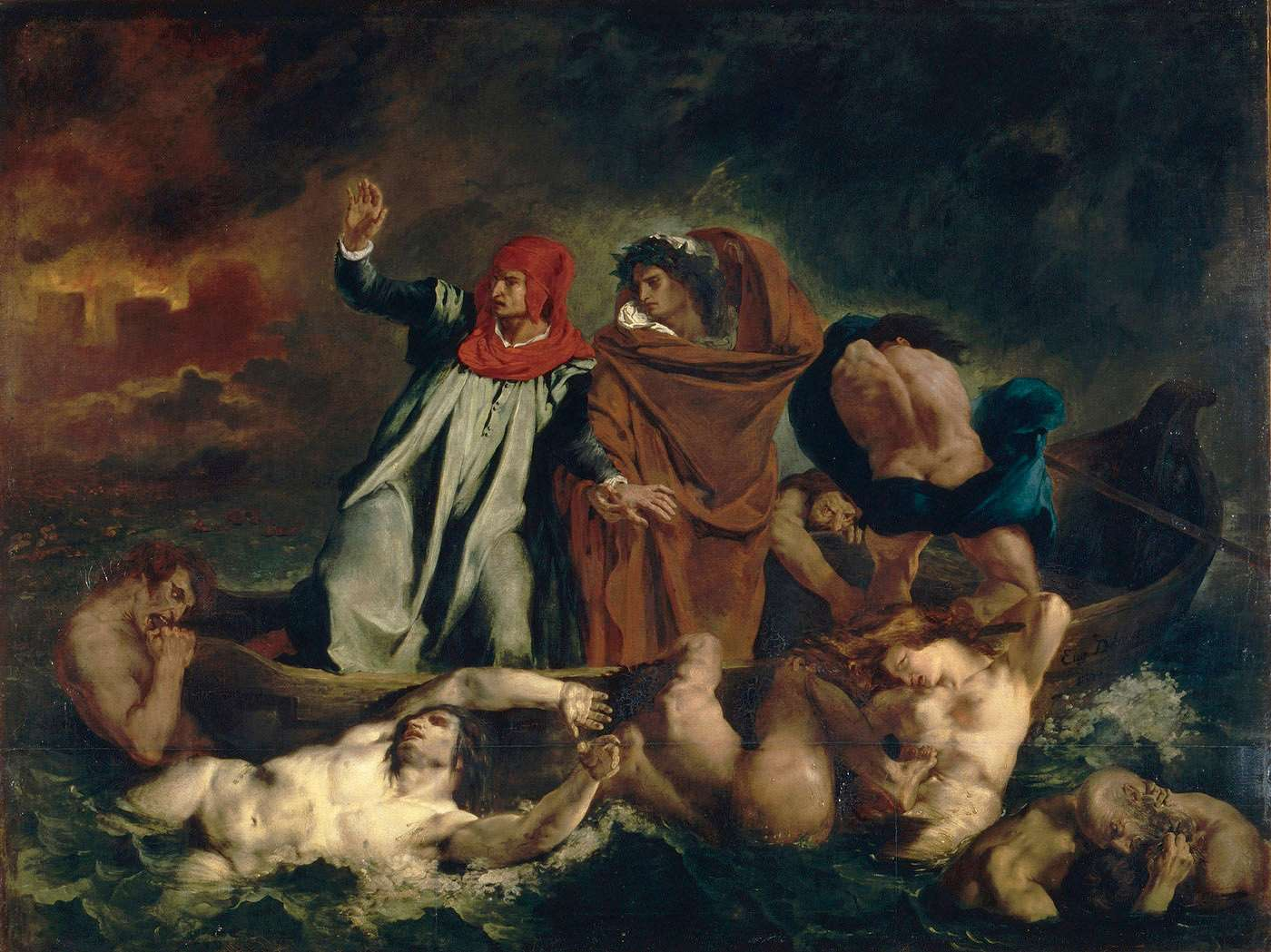
德拉克洛瓦所做的《地獄中的但丁和維吉爾》。通過對維吉爾的引述、闡釋和再創作，但丁的《神曲》獲得了前所未有思想深度，這被認為是古典傳統持續性影響的一個例子

古典傳統（英語：classical tradition）是指後古典時期的西方世界對古典希臘-羅馬的接受和承襲，這種承襲涉及文字、圖像、物質、思想、制度、紀念碑、建築、文化、儀式、習俗和宗教等諸多方面。哲學、政治思想和神話是古典傳統現存於西方並持續發生影響的典型例子。西方是被認為具有古典傳統的許多世界文化之一，其他的包括印度、中國、猶太和伊斯蘭傳統。
對古典傳統的研究與古典語言學不同，古典語言學試圖恢復“古代文本在其原始語境中所具有的意義”。 古典傳統的研究側重考察後世為揭示希臘-羅馬世界的實際所做的努力和“創造性的誤解”。古典學家和翻譯家查爾斯·馬丁代爾（Charles Martindale）將接受古典傳統定義為一個“雙向的過程，是現在與過去相互對話”。